# نعيمة القصير
نعيمة القصير أول ممثلة بحرينية لمنظمة الصحة العالمية. حاصلة على الجائزة الأولى للكفاءة من ملك البحرين 2016، وجائزة المرأة العربية من مؤسسة لندن العربية 2018، ومنحتها الشبكة الإقليمية العربية للمسؤولية الاجتماعية في العالم العربي جائزة القيادة في المسؤولية الاجتماعية 2018. تحمل شهادة الدكتوراه الفخرية في العلوم من جامعة جلاسكو كالدونيان بالمملكة المتحدة في عام 2005. بدأت العمل مع منظمة الصحة من مملكة البحرين، ومثلت منظمة الصحة العالمية في عدة دول عربية منذ 2003 حتى 2020.

## المسيرة المهنية
عُينت منذ 1999 حتى 2003 كبيرة استشاريين برنامج تطوير التمريض بمكتب المنظمة الرئيسي في مدينة جنيف. وانتقلت إلى العراق كممثلة للمنظمة بدءًا من ديسمبر 2003 حتى فبراير 2010، ثم في يوليو 2010 عينت كمساعد للمدير الإقليمي للمنظمة، ومثلتها في مصر حتى يونيو 2013، ومنذ 2014 حتى 2019 عملت ممثلة لها في السودان. وعادت لتمثل المنظمة في مصر في أغسطس 2020.

## جوائز وتكريمات
- الجائزة الأولى للكفاءة من ملك البحرين 2016.
- جائزة المرأة العربية من مؤسسة لندن العربية/للإنجاز في التوعية الصحية 2018.
- جائزة القيادة في المسؤولية الاجتماعية من الشبكة الإقليمية العربية للمسؤولية الاجتماعية 2018.[2]